# Swertia veratroides
Swertia veratroides là một loài thực vật có hoa trong họ Long đởm. Loài này được Maxim. ex Kom. miêu tả khoa học đầu tiên năm 1907.